# Gottes-Erscheinen-Bruderschaft (Kiew)

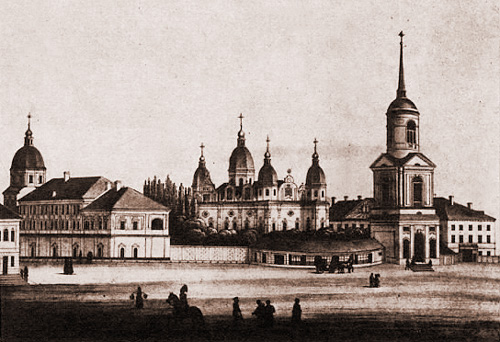
Gebäude der Bruderschaft, 19. Jahrhundert

Die Gottes-Erscheinens-Bruderschaft war eine orthodoxe Bruderschaft in Kiew von etwa 1615 bis etwa 1700.

## Geschichte
Um 1615 wurde die Bruderschaft von Adligen, Bürgern und Klerikern aus Kiew gegründet. Ihr Sitz war das Gottes-Erscheinungskloster (Богоявленський монастир) in Kiew.
Ihr Ziel war es, die orthodoxe Konfession nach der Union von Brest von 1596 zu stärken. Die Gründung erfolgte ohne Zustimmung des polnischen Königs.
Um 1615 wurde die Schule der Bruderschaft gegründet.
1620 trat der Kosakenhetman Petro Sahaidatschnyj mit seinem gesamten Heer der Bruderschaft bei. In diesem Jahr wurde der ehemalige Rektor der Schule Hiob Borecki zum ersten orthodoxen Metropoliten von Kiew seit 1596 eingesetzt. 1620 erhielt die Bruderschaft den rechtlichen Status des Stauropegion durch Patriarch Theophanes III. von Jerusalem verliehen, das sie direkt dem Patriarchen unterstellte und unabhängig von der regionalen kirchlichen Hierarchie machte.
1629 bestätigte der polnische König Sigismund III. ihre Rechte. 1633 unterstellte Metropolit Petro Mohyla sie direkt dem Kloster und hob damit das Stauropegion wieder auf. Dadurch bekamen die Geistlichen eine dominierende Stellung vor den Adligen und Bürgern.
Seit 1648 unterstand Kiew den Kosaken und gehörte seit 1667 zum Zarenreich Russland.
Seit Anfang des 18. Jahrhunderts wurde die Bruderschaft nicht mehr erwähnt (nach den Reformen Peters des Großen).

## Schule
1615 oder 1616 wurde die Schule der Bruderschaft gegründet, nach dem Vorbild anderer orthodoxer Bruderschaftsschulen. 1620 bestätigte Patriarch Theophanes III. von Jerusalem ihr Statut. In diesem wird erklärt, dass die Schule kirchenslawische, griechische, lateinische und polnische Sprache unterrichtete.
An der Schule lernten Schüler aus Kiew und anderen Gebieten Polen-Litauens, darunter bedeutende Persönlichkeiten.
1631 wurde sie mit der Schule des Kiewer Höhlenklosters zusammengelegt und das Mohyla-Collegium gebildet.

## Mitglieder
Rektoren der Schule
- Hiob Borecki (1615–1618)
- Meletios Smotricki (um 1619–1620)
- Cassianus Sakowicz (1620–1624)
- Thomas Jewlienski (1629–1632)

Weitere Mitglieder
- Petro Sahaidatschnyj, Kosakenhetman
- Zacharias Kopystenski, Archimandrit des Kiewer Höhlenklosters
- Petro Mohyla, Metropolit von Kiew